# Пищанское
Пища́нское (укр. Піщанське; до 2016 г. — Петро́вское) — село в Ровнянской сельской общине Новоукраинского района Кировоградской области Украины.
Население по переписи 2001 года составляло 14 человек. Почтовый индекс — 27100. Телефонный код — 5251. Код КОАТУУ — 3524081805.